# Карнавале
Карнавале́ (фр. Hôtel Carnavalet) — музей історії Парижа, розташований у двох будівлях: у старовинному особняку «Карнавале» та в сусідньому особняку «Ле-Пелетьє-де Сен-Фаржо» (фр. Hôtel le Peletier de Saint-Fargeau), спорудженому в XVII столітті.
Музей розташований в 3-му муніципальному окрузі.

## Історія будівлі
Будівля була споруджена П'єром Леско в 1548—1560 роках. У 1578 році будинок придбала заможна вдова з Бретані Франсуаза де Керневенуа (фр. Françoise de Kernevenoy). Будинок отримав свою назву Карнавале від дещо спотвореного прізвища Керневенуа .
В особняку Карнавале мешкало багато відомих люди, але найбільшу популярність він здобув у кінці XVII століття, коли в 1677—1696 роках тут жила мадам де Севіньє, класик епістолярного жанру. В XIX столітті в Карнавале розташовувалося училище дорожнього та мостового будівництва, а в 1886 році будівлю придбала мерія Парижа для розміщення історичної бібліотеки та музею.
В 1989 році до складу музею включено також сусідній особняк Ле Пеллетьє де Сен-Фарго (фр. Le Pelletier de Saint-Fargeau).

## Експозиція

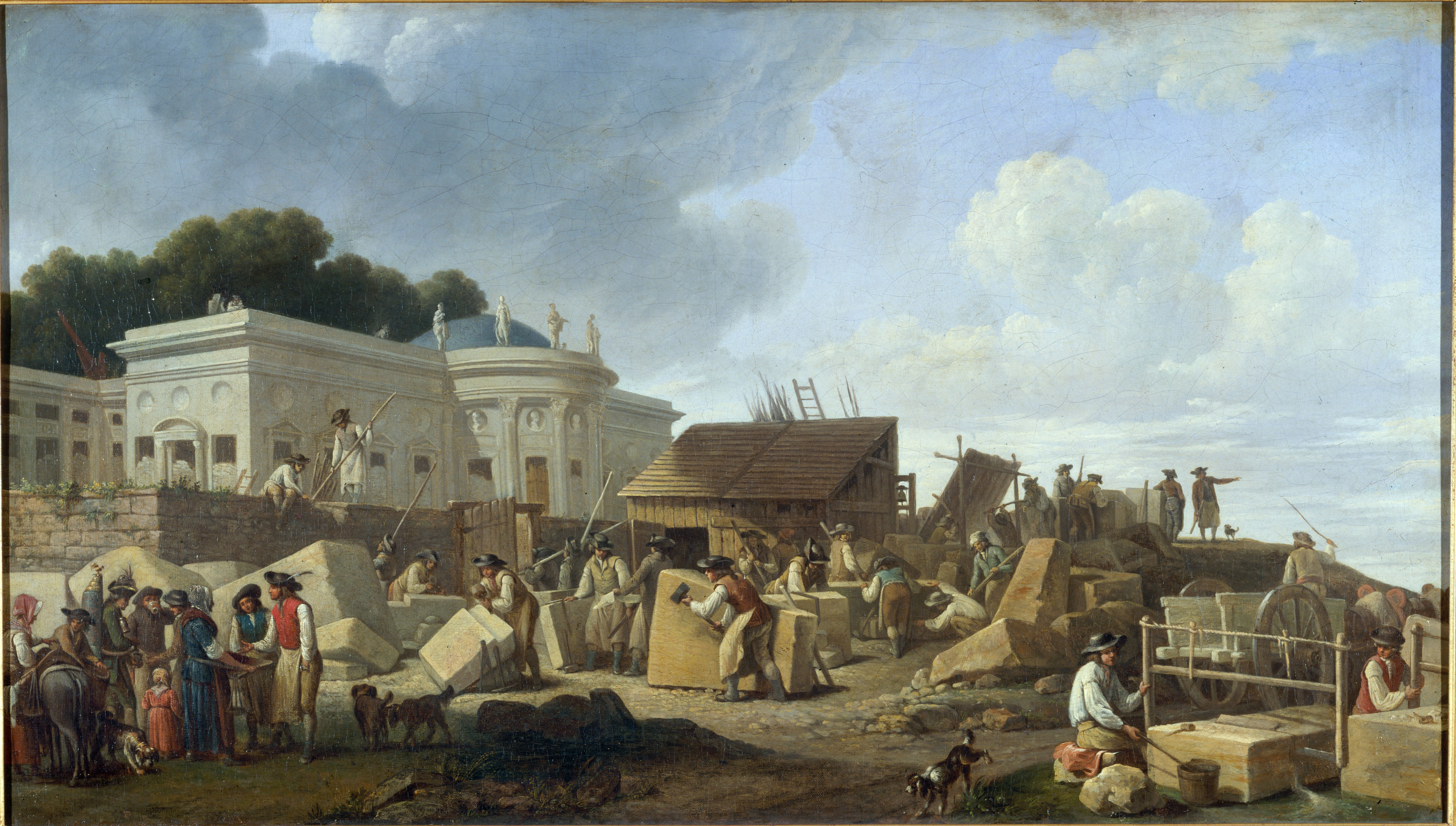
Будівництво особняка Сальм, Париж, Музей Карнавале.

У музеї виставлені експонати від часів римської колонізації до сьогодення. Окрасою експозиції є численні готичні скульптури, модель забудови острова Сіте з XVI століття, деякі полотна з видами Парижа з XVII століття, а також предмети вжитку різних епох. Особливо цікава велика колекція годинників, більшість з яких діючі.

## Музей Собору Паризької Богоматері, крипта
З 2000 року археологічний музей Собору Паризької Богоматері підпорядкований музею Карнавале.

## Туристична інформація
- Адреса:23, 29 rue de Sévigné, 75004 Paris
- Метро: Сен-Поль (Saint-Paul) або Шемен-Вер (Chemin Vert)